# Valve Corporation
Valve Corporation, tidigare Valve Software, är en amerikansk utvecklare och distributör av datorspel. Företaget ligger i Bellevue, Washington, USA och grundades 1996 av Gabe Newell och Mike Harrington. Valve blev berömt av dess första produkt, Half-Life, som släpptes i november 1998 och dess distributionsmjukvara Steam.

## Företagshistorik
Valve grundades som ett Limited Liability Company den 24 augusti 1996 i Kirkland i Washington av de före detta Microsoftanställda Gabe Newell och Mike Harrington.
Under utvecklingen av deras första spel Half-Life finansierades företaget av grundarna själva. Half-Life blev en succé och i juni 1999, knappt sex månader efter att spelet släpptes, påbörjades arbetet med uppföljaren Half-Life 2. Spelet var tänkt att släppas den 30 september 2004, men det skulle komma att dröja 18 månader till innan spelet lanserades i november 2005. Valve hade till en början tänkt fortsätta licensiera en spelmotor från Id Software, men fattade beslutet att utveckla en egen motor då ingen existerande uppfyllde de krav man ställt.
Under utvecklingen av Half-Life 2 skedde två stora förändringar av företaget. Den 15 januari 2000 lämnade Mike Harrington företaget för att ta en förlängd semester med sin fru Monica och i april 2003 inkorporerades företaget och flyttade till Bellevue i Washington, där Valves första förlag, Sierra On-Line, också var baserat.
Under tiden utvecklades flera modifikationer av spelets fans och flera utvecklare blev uppköpta av Valve, däribland teamen bakom Team Fortress, Day of Defeat och Counter-Strike. Valve släppte också sin egenutvecklade distributionsplattform Steam. Även Half-Life 2 blev även det en stor succé och vann ett stort antal "Game of the Year"-utmärkelser. Alla Valves spel sedan Half-Life 2 använder sig av Sourcemotorn, som blivit framgångsrik tack vare moddar och de flera uppföljare som Half-Life 2 fått.
I april 2005 offentliggjordes Half-Life 2-expansionen Half-Life 2: Aftermath. Snart visade det sig dock att Aftermath var den första av tre uppföljare med namnen Half-Life 2: Episode One, Half-Life 2: Episode Two och Half-Life 2: Episode Three. Episode One släpptes i juni 2006 och Episode Two släpptes tillsammans med Team Fortress 2 och Portal som en del av The Orange Box i oktober 2007.
Den 10 januari 2008 offentliggjorde Valve att de köpt upp Turtle Rock Studios, som varit med och utvecklat Left 4 Dead och uppföljarna till Counter-Strike.
Den 5 oktober 2009 anställde Valve IceFrog, utvecklare av Defense of the Ancients (DotA). Han skulle med stöd av Valve fortsätta arbeta med DotA.
Den 8 april 2010 vann Valve The Escapist Magazines March Mayhem-turnering där årets bästa datorspelsutvecklare utses. De slog Bioware i finalen och Zynga i semifinalen.

## Produkter

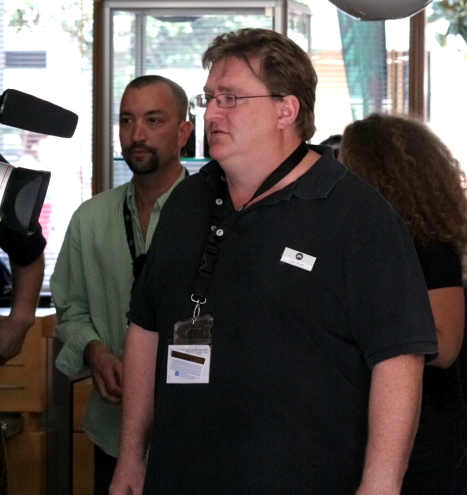
Gabe Newell (i förgrunden) och Doug Lombardi, 2007

Valve Corporation har sedan 1998 utvecklat en rad spel och produkter.

### Datorspel[11][12]
| Titel                            | År   | Genre                       | Plattform                                           |
| -------------------------------- | ---- | --------------------------- | --------------------------------------------------- |
| Half-Life                        | 1998 | Förstapersonsskjutare (FPS) | Windows, PlayStation 2, OS X, Linux                 |
| Team Fortress Classic            | 1999 | Förstapersonsskjutare       | Windows, OS X, Linux                                |
| Half-Life: Opposing Force        | 1999 | FPS expansionspaket         | Windows, OS X, Linux                                |
| Deathmatch Classic               | 2000 | Förstapersonsskjutare       | Windows, OS X, Linux                                |
| Ricochet                         | 2000 | Actionspel                  | Windows, OS X, Linux                                |
| Counter-Strike                   | 2000 | Förstapersonsskjutare       | Windows, Xbox, OS X, Linux                          |
| Half-Life: Blue Shift            | 2001 | FPS expansionspaket         | Windows, OS X, Linux                                |
| Half-Life: Decay                 | 2001 | FPS expansionspaket         | PlayStation 2                                       |
| Day of Defeat                    | 2003 | Förstapersonsskjutare       | Windows, OS X, Linux                                |
| Counter-Strike: Condition Zero   | 2004 | Förstapersonsskjutare       | Windows, Xbox, OS X, Linux                          |
| Half-Life: Source                | 2004 | Förstapersonsskjutare       | Windows                                             |
| Counter-Strike: Source           | 2004 | Förstapersonsskjutare       | Windows, OS X, Linux                                |
| Half-Life 2                      | 2004 | Förstapersonsskjutare       | Windows, Xbox, Xbox 360, PlayStation 3, OS X, Linux |
| Half-Life 2: Deathmatch          | 2004 | Förstapersonsskjutare       | Windows, OS X, Linux                                |
| Half-Life Deathmatch: Source     | 2005 | Förstapersonsskjutare       | Windows                                             |
| Day of Defeat: Source            | 2005 | Förstapersonsskjutare       | Windows, OS X                                       |
| Half-Life 2: Lost Coast          | 2005 | Förstapersonsskjutare       | Windows, OS X, Linux                                |
| Half-Life 2: Episode One         | 2006 | Förstapersonsskjutare       | Windows, Xbox 360, PlayStation 3, OS X, Linux       |
| Half-Life 2: Episode Two         | 2007 | Förstapersonsskjutare       | Windows, Xbox 360, PlayStation 3, OS X, Linux       |
| Portal                           | 2007 | FPS Pusselspel              | Windows, Xbox 360, PlayStation 3, OS X, Linux       |
| Team Fortress 2                  | 2007 | Förstapersonsskjutare       | Windows, Xbox 360, PlayStation 3, OS X, Linux       |
| Left 4 Dead                      | 2008 | Förstapersonsskjutare       | Windows, Xbox 360, OS X                             |
| Left 4 Dead 2                    | 2009 | Förstapersonsskjutare       | Windows, Xbox 360, OS X, Linux                      |
| Alien Swarm                      | 2010 | Top-Down shooter            | Windows                                             |
| Portal 2                         | 2011 | FPS pusselspel              | Windows, Xbox 360, PlayStation 3, OS X              |
| Counter-Strike: Global Offensive | 2012 | Förstapersonsskjutare       | Windows, Xbox 360, PlayStation 3, OS X              |
| Dota 2                           | 2013 | MOBA                        | Windows, OS X, Linux                                |
| Artifact                         | 2018 | DCCG                        | Windows, OS X, Linux                                |
| Dota Underlords                  | 2019 | Strategispel                | Windows, MacOS, Linux                               |
| Half-Life: Alyx                  | 2020 | Förstapersonsskjutare i VR  | Windows                                             |
| Aperture Desk Job                | 2022 | Actionspel                  | Windows, Linux                                      |
| Counter-Strike 2                 | 2023 | Förstapersonsskjutare       | Windows, Linux                                      |

### Nedlagda spel
- The Crossing (skulle ha utvecklats av Arkane Studios)
- Prospero[13]
- Return to Ravenholm (eller Half-Life 2: Episode Four)[14][15] (skulle ha utvecklats av Arkane Studios)
- Stars of Blood[16][17]
- Fairy[18]

### Steam
Valve offentliggjorde deras distributionssystem Steam år 2002. Då verkade det vara en metod för att underlätta patchningen av Valves spel. Det visade sig senare att Steam skulle komma att ersätta mycket av Valves tidigare system för onlinespel, WON, och även att det skulle fungera som ett distributionssystem för datorspel och annan media.
Valve har via Steam både uppdaterat och lagt till nytt material till sina spel. Ett exempel är Team Fortress 2 som Valve har släppt en stor mängd uppdateringar och nytt material till sedan det släpptes 2007. Bland tilläggen finns flera nya banor, vapen, achievements och hattar till karaktärerna. Alla uppdateringar till Windows- och OS X-versionerna har varit gratis.
Det finns över 3000 spel tillgängliga via Steam och i januari 2010 offentliggjorde Valve att antalet aktiva användarkonton hade passerat 25 miljoner.

### Steambox
2012 gick Valve ut med att de arbetade med en hybrid mellan en spelkonsol och en PC för vardagsrummet. Media gav den det inofficiella namnet Steambox. Valve bidrog med pengar till hårdvarutillverkaren Xi3 Corporation för att bygga en Steambox med namnet PISTON. I mars 2013 distanserade Valve sig från Xi3 och klargjorde att de inte längre samarbetade.

## Rättsfall

### Valve mot Vivendi
Mellan 2002 och 2005 var Valve involverade i en rättstvist med dess förlag, Vivendi Universal (via Vivendis dotterbolag Sierra Entertainment). Officiellt påbörjades tvisten den 14 augusti 2002, då Valve stämde Sierra för att ha distribuerat deras spel till Internetkaféer utan tillstånd. Senare anklagade de även sitt förlag för att inte ha betalat ut royalties och för att ha försenat släppet av Counter-Strike: Condition Zero till efter julen.
Vivendi å andra sidan hävdade att Gabe Newell och marknadsansvarige Doug Lombardi hade felaktigt representerat Valves position i mötena med förlaget. De riktade senare en motstämning mot Valve där de hävdade att Valves distributionssystem Steam var ett försök att kringgå deras distributionsavtal. Vivendi ville ha de intellektuella rättigheterna till Half-Life och ett domstolsbeslut som förbjöd Valve att använda Steam för att distribuera Half-Life 2.
Den 29 november 2004 dömde Domare Thomas S. Zilly, från den federala domstolen i Seattle, Washington till Valves fördel. Mer specifikt beslutades det att Vivendi Universal och dess partners (däribland Sierra) inte längre hade tillstånd att distribuera spel utvecklade av Valve, varken direkt eller indirekt, till internetkaféer eller till slutanvändare för "pay-to-play" verksamhet. Dessutom beslutade Domare Zilly att Valve skulle få ersättning för de skador som Vivendi hade orsakat utan hänsyn till distributionsavtalets ansvarsbestämmelser.. Den 29 april 2005 meddelade Valve via sin webbplats att parterna hade nått en överenskommelse. Den 18 juli 2005 gick Electronic Arts ut med att de slutit ett mångårigt avtal med Valve om att distribuera företagets spel och ersatte därmed Vivendi Universal som Valves huvuddistributör. Sammanlagt fick Valve 2 391 932 dollar efter domstolsbeslutet.

### Valve mot Activision
I april 2009 stämde Valve Activision Blizzard, som stod som ägare av Sierra Entertainment efter att Activision slagits samman med Vivendi Universal Games. Activision hade enligt anklagelserna brutit mot överenskommelsen i målet Valve mot Vivendi. Activision hade bara betalat ut 1 967 796 dollar av de 2 391 932 dollar som domstolen fastställt. Activision vägrade betala ut de kvarvarande 424 136 dollarna då de ansåg att de redan hade betalat den summan under åren som gått.